# Pentti Papinaho
Pentti Aulis Papinaho, född 2 juni 1926 i Muldia, död 8 mars 1992 i Orimattila, var en finländsk skulptör.
Papinaho studerade 1947–1951 vid Konstindustriella läroverket och genomgick 1951–1952 Finlands konstakademis skola. Han utförde såväl naturalistiska arbeten som abstrakta kompositioner, de senare har ofta vågformiga ytkonturer, där fördjupningar och upphöjningar växlar.
Bland Papinahos naturalistiska arbeten märks det monumentala minnesmärket över hakkapeliterna i Lahtis (1974), en fontänskulptur på Tammerfors stadion (1966) och en altarrelief i Joutjärvi kyrka i Lahtis (1964).
Han var i flera årtionden bosatt i Orimattila, där en staty som föreställer två stegrande hästar restes 1976 vid kommungården. Denna inrymmer en konstsamling som bland annat belyser Papinahos mångsidiga insats som konstnär.
Han tilldelades Pro Finlandia-medaljen 1976 och förlänades professors titel 1982. 

### Uppslagsverk
- Papinaho, Pentti i Uppslagsverket Finland (webbupplaga, 2012). CC-BY-SA 4.0